# Jennifer González Colón
Jennifer Aydin González Colón (San Juan, 5 d'agost de 1976) és una política porto-riquenya membre del Partit Nou Progressista (PNP) i presidenta del Partit Republicà de Puerto Rico.
El 5 de juny 2016 va guanyar el nomenament a la seva candidatura pel PNP com a Comissari Resident de Puerto Rico, lloc de Puerto Rico dins del Congrés dels Estats Units però sense dret de vot, i el 8 de novembre de 2016 va guanyar les eleccions generals, sent la primera dona que ocupa aquest càrrec.
Jennifer González va néixer a San Juan, filla de Jorge González i Nydia Colón, ambdós funcionaris públics. Es va graduar a l'Institut Gardens i després va estudiar Ciència Política a la Universitat de Puerto Rico. Va obtenir el seu juris doctor i un Master en Dret a la Universitat InterAmericana de Dret.
El setembre de 2023, Jennifer González va anunciar que es presentaria a les primàries de 2024 per a les eleccions a governador de Puerto Rico. El 5 de novembre de 2024, Jennifer Gonzalez va guanyar la governació de Puerto Rico a les eleccions generals de 2024, amb gairebé el 40% dels vots.